# 10 허드슨 야드

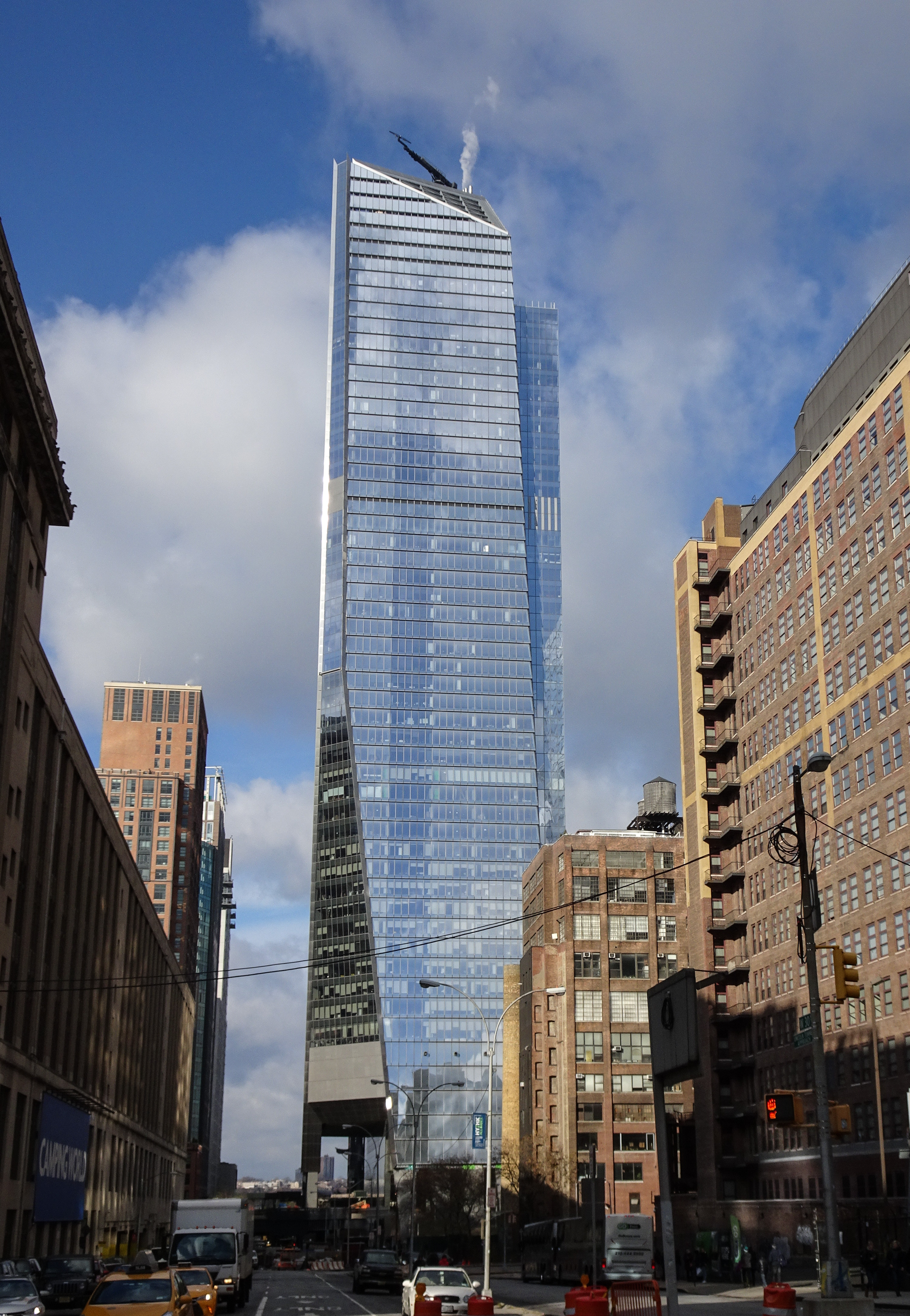
10 허드슨 야드

10 허드슨 야드(10 Hudson Yards) 또는 사우스 타워(South Tower)는 2016년 맨해튼 웨스트사이드에 완공된 사무용 건물이다. 헬스키친, 첼시 및 펜 스테이션 지역 근처에 위치한 이 건물은 MTA(메트로폴리탄 트랜스포테이션 오소리티)의 웨스트사이드 야드를 재개발하려는 계획인 허드슨 야드 도시 재개발 프로젝트의 일부이다. 코치 뉴욕은 앵커 임차인이다. 계획 당시 타워는 타워 C(Tower C)로 알려졌다.

## 같이 보기
- 뉴욕의 마천루 목록
- 허드슨 야드 (개발)